# Determinatio
Una determinatio è una decisione di autorità da parte del legislatore che non è dedotta dalla legge naturale né da quella divina, ma si basa sulle contingenze del giudizio pratico, muovendosi entro i limiti della ragione naturale. Il concetto deriva dalla filosofia del diritto di san Tommaso d'Aquino e continua a far parte delle discussioni nella teoria del diritto naturale.
Nella giurisprudenza del diritto naturale, la determinatio è il processo di trasformazione del diritto naturale in diritto positivo.
Nel diritto canonico della Chiesa cattolica, la determinatio è l'atto mediante il quale il diritto naturale o il diritto positivo divini sono incorporati nell'ordinamento canonico per tramite di norme specifiche del diritto, sebbene il contenuto di tale diritto sia ancora essenzialmente quello del diritto divino, il quale forma "un unico ordinamento giuridico" insieme al diritto canonico.

## Diritto canonico cattolico
La determinatio è una dottrina giuridica che appartiene alla giurisprudenza del diritto canonico della Chiesa cattolica. Fu introdotta dalla filosofia del diritto di san Tommaso d’Aquino.
Le norme generali del diritto divino o naturale servono come "fattori di formazione" e "base necessaria" per il diritto canonico creato dall'uomo, che gli conferisce un effetto giuridico maggiore in virtù della maggiore specificità della legge umana.
Tuttavia, esistono molteplici possibilità nel movimento dal generale allo specifico e la legge divina può quindi concretizzarsi in molteplici alternative, tutte legittime e conformi alla legge divina. Pertanto il legislatore deve fare una determinatio e "optare o scegliere tra di loro".